# Stilpnogaster argonautica
Stilpnogaster argonautica là một loài ruồi trong họ Asilidae. Stilpnogaster argonautica được Janssens miêu tả năm 1955. Loài này phân bố ở vùng Cổ Bắc giới.